# Superpuchar Europy UEFA 2010
Mecz o Superpuchar Europy 2010 został rozegrany 27 sierpnia 2010 roku na Stadionie Ludwika II w Monako pomiędzy Interem Mediolan, zwycięzcą Ligi Mistrzów UEFA 2009/2010 oraz Atlético Madryt, triumfatorem Ligi Europy UEFA 2009/2010. Atletico wygrało mecz 2:0, tym samym zdobywając Superpuchar Europy po raz pierwszy w historii klubu.

## Droga do meczu

### Atlético Madryt
| Sezon   | Rozgrywki     | Runda   | Przeciwnik       | Dom     | Wyjazd  | Ogólnie    |
| ------- | ------------- | ------- | ---------------- | ------- | ------- | ---------- |
| 2009/10 | Liga Mistrzów | PO      | Panathinaikos AO | 2–0     | 3–2     | 5–2        |
| 2009/10 | Liga Mistrzów | Grupa D | APOEL FC         | 0–0     | 1–1     | 3. miejsce |
| 2009/10 | Liga Mistrzów | Grupa D | FC Porto         | 0–3     | 0–2     | 3. miejsce |
| 2009/10 | Liga Mistrzów | Grupa D | Chelsea          | 2–2     | 0–4     | 3. miejsce |
| 2009/10 | Liga Europy   | 1/16    | Galatasaray SK   | 1–1     | 2–1     | 3–2        |
| 2009/10 | Liga Europy   | 1/8     | Sporting CP      | 0–0     | 2–2     | 2–2, w.    |
| 2009/10 | Liga Europy   | 1/4     | Valencia CF      | 2–2     | 0–0     | 2–2, w.    |
| 2009/10 | Liga Europy   | 1/2     | Liverpool        | 1–0     | 1–2     | 2–2, w.    |
| 2009/10 | Liga Europy   | F       | Fulham           | 2–1 (N) | 2–1 (N) | 2–1 (N)    |

### Inter Mediolan
| Sezon   | Rozgrywki     | Runda   | Przeciwnik       | Dom     | Wyjazd  | Ogólnie    |
| ------- | ------------- | ------- | ---------------- | ------- | ------- | ---------- |
| 2009/10 | Liga Mistrzów | Grupa F | FC Barcelona     | 0–0     | 0–2     | 2. miejsce |
| 2009/10 | Liga Mistrzów | Grupa F | Rubin Kazań      | 2–0     | 1–1     | 2. miejsce |
| 2009/10 | Liga Mistrzów | Grupa F | Dynamo Kijów     | 2–2     | 2–1     | 2. miejsce |
| 2009/10 | Liga Mistrzów | 1/8     | Chelsea          | 2–1     | 1–0     | 3–1        |
| 2009/10 | Liga Mistrzów | 1/4     | CSKA Moskwa      | 1–0     | 1–0     | 2–0        |
| 2009/10 | Liga Mistrzów | 1/2     | FC Barcelona     | 3–1     | 0–1     | 3–2        |
| 2009/10 | Liga Mistrzów | F       | Bayern Monachium | 2–0 (N) | 2–0 (N) | 2–0 (N)    |

## Szczegóły meczu
Spotkanie finałowe odbyło się 27 sierpnia 2010 na Stadionie Ludwika II w Monako. Frekwencja na stadionie wyniosła 17 265 widzów. Mecz sędziował Massimo Busacca ze Szwajcarii. Mecz zakończył się zwycięstwem Atlético 2:0. Bramki dla Atlético strzelili José Antonio Reyes w 62. minucie i Sergio Agüero w 83. minucie.
| 27 sierpnia 2010 | Inter Mediolan | 0:20:0Raport | Atlético Madryt · Reyes 62' · Agüero 83' | Stadion Ludwika II, Monako Widzów: 17 265 Sędzia: Massimo Busacca |
|                  |                |              |                                          |                                                                   |

| Inter Mediolan | Atlético Madryt |

| INTER MEDIOLAN |    |                    |       |     |
|                |    |                    |       |     |
| BR             | 1  | Júlio César        |       |     |
| OB             | 13 | Maicon             |       |     |
| OB             | 25 | Walter Samuel      | 90+2' |     |
| OB             | 6  | Lúcio              |       |     |
| OB             | 26 | Cristian Chivu     |       |     |
| PO             | 5  | Dejan Stanković    |       | 68' |
| PO             | 4  | Javier Zanetti (c) |       |     |
| PO             | 19 | Esteban Cambiasso  |       |     |
| PO             | 10 | Wesley Sneijder    |       | 79' |
| NA             | 9  | Samuel Eto’o       |       |     |
| NA             | 22 | Diego Milito       |       |     |
| Rezerwowi:     |    |                    |       |     |
| BR             | 12 | Luca Castellazzi   |       |     |
| OB             | 2  | Iván Córdoba       |       |     |
| OB             | 23 | Marco Materazzi    |       |     |
| PO             | 17 | McDonald Mariga    |       |     |
| PO             | 29 | Philippe Coutinho  |       | 79' |
| NA             | 27 | Goran Pandev       |       | 68' |
| NA             | 88 | Jonathan Biabiany  |       |     |
| Trener:        |    |                    |       |     |
| Rafael Benítez |    |                    |       |     |

| ATLETICO MADRYT       |    |                    |     |       |
|                       |    |                    |     |       |
| BR                    | 13 | David de Gea       |     |       |
| OB                    | 17 | Tomáš Ujfaluši     |     |       |
| OB                    | 21 | Luis Perea         |     |       |
| OB                    | 15 | Diego Godín        |     |       |
| OB                    | 18 | Álvaro Domínguez   |     |       |
| PO                    | 12 | Paulo Assunção     |     |       |
| PO                    | 19 | José Antonio Reyes |     | 69'   |
| PO                    | 8  | Raúl García        | 89' |       |
| PO                    | 20 | Simão (c)          | 85' | 90+1' |
| NA                    | 10 | Sergio Agüero      |     |       |
| NA                    | 7  | Diego Forlán       |     | 82'   |
| Rezerwowi:            |    |                    |     |       |
| BR                    | 27 | Joel               |     |       |
| OB                    | 3  | Antonio López      |     |       |
| PO                    | 4  | Mario Suárez       |     |       |
| PO                    | 6  | Ignacio Camacho    |     | 90+1' |
| PO                    | 9  | José Manuel Jurado |     | 82'   |
| PO                    | 11 | Fran Mérida        |     | 69'   |
| NA                    | 22 | Diego Costa        |     |       |
| Trener:               |    |                    |     |       |
| Quique Sánchez Flores |    |                    |     |       |

| Superpuchar Europy (2010)      |
| ------------------------------ |
| Hiszpania                      |
| Atlético Madryt Pierwszy Tytuł |